# Campeonato Mundial e Europeu de Hóquei em Patins Masculino de 1956
O Campeonato Europeu de 1956 foi a 12.ª edição do Campeonato do Mundo de Hóquei em Patins e simultaneamente a 22.ª edição do Campeonato Europeu de Hóquei em Patins.

## Participantes
| País               | Participação (Mundial) | Participação (Europeu) | Melhor Resultado (Mundial)              | Melhor Resultado (Europeu)                                            |
| Espanha            | 10.ª                   | 10.ª                   | Campeão (1951, 1952 e 1953)             | Campeão (1951, 1952 e 1953)                                           |
| Itália             | 12.ª                   | 20.ª                   | Campeão (1953)                          | Campeão (1953)                                                        |
| Portugal           | 12.ª                   | 17.ª                   | Campeão (1947, 1948, 1949, 1950 e 1952) | Campeão (1947, 1948, 1949, 1950 e 1952)                               |
| Suíça              | 12.ª                   | 22.ª                   | 3.º Lugar (1950)                        | 2.º Lugar (1937)                                                      |
| Bélgica            | 12.ª                   | 22.ª                   | 2.º Lugar (1947)                        | 2.º Lugar (1947)                                                      |
| Alemanha Ocidental | 8.ª                    | 18.ª                   | 5.º Lugar (1936, 1939 e 1951)           | 2.º Lugar (1932 e 1934)                                               |
| Inglaterra         | 12.ª                   | 22.ª                   | Campeão (1936 e 1939)                   | Campeão (1926, 1927, 1928, 1929, 1930, 1931, 1932, 1934, 1936 e 1939) |
| Holanda            | 8.ª                    | 8.ª                    | 5.º Lugar (1952)                        | 5.º Lugar (1952)                                                      |
| França             | 12.ª                   | 22.ª                   | 5.º Lugar (1939 e 1954)                 | 2.º Lugar (1926, 1927, 1928, 1930 e 1931)                             |
| Noruega            | 3.ª                    | 3.ª                    | 13.º Lugar (1955)                       | 13.º Lugar (1955)                                                     |
| Brasil             | 2.ª                    | América                | 10.º Lugar (1951)                       | x                                                                     |
| ------------------ | ---------------------- | ---------------------- | --------------------------------------- | --------------------------------------------------------------------- |

## Resultados
|                    | Portugal | Espanha | Itália | Alemanha Ocidental | Inglaterra | Suíça | Países Baixos | Bélgica | França | Brasil | Noruega |
| ------------------ | -------- | ------- | ------ | ------------------ | ---------- | ----- | ------------- | ------- | ------ | ------ | ------- |
| Portugal           |          | 1-0     | 1-1    | 3-1                | 6-1        | 5-0   | 4-1           | 3-1     | 6-0    | 5-0    | 10-1    |
| Espanha            |          |         | 1-1    | 1-1                | 7-1        | 7-2   | 6-0           | 7-0     | 8-0    | 6-0    | 6-0     |
| Itália             |          |         |        | 0-1                | 0-1        | 4-0   | 2-0           | 7-0     | 1-1    | 3-1    | 6-4     |
| Alemanha Ocidental |          |         |        |                    | 0-2        | 0-1   | 3-1           | 6-0     | 2-1    | 4-0    | 1-0     |
| Inglaterra         |          |         |        |                    |            | 2-4   | 2-1           | 4-2     | 4-1    | 5-0    | 1-1     |
| Suíça              |          |         |        |                    |            |       | 1-2           | 3-3     | 3-1    | 6-0    | 5-2     |
| Holanda            |          |         |        |                    |            |       |               | 1-0     | 0-0    | 3-0    | 2-2     |
| Bélgica            |          |         |        |                    |            |       |               |         | 3-1    | 4-3    | 3-1     |
| França             |          |         |        |                    |            |       |               |         |        | 5-4    | 1-0     |
| Brasil             |          |         |        |                    |            |       |               |         |        |        | 4-1     |
| Noruega            |          |         |        |                    |            |       |               |         |        |        |         |

## Classificação final
| Lugar | Seleção            | J  | V | E | D | P  | GM | GS | Dif. |
| ----- | ------------------ | -- | - | - | - | -- | -- | -- | ---- |
|       | Portugal           | 10 | 9 | 1 | 0 | 19 | 44 | 6  | +38  |
|       | Espanha            | 10 | 7 | 2 | 1 | 16 | 49 | 6  | +45  |
|       | Itália             | 10 | 5 | 3 | 2 | 13 | 25 | 10 | +15  |
| 4     | Alemanha Ocidental | 10 | 6 | 1 | 3 | 13 | 19 | 9  | +10  |
| 5     | Inglaterra         | 10 | 6 | 1 | 3 | 13 | 23 | 22 | +1   |
| 6     | Suíça              | 10 | 5 | 1 | 4 | 11 | 25 | 26 | -1   |
| 7     | Holanda            | 10 | 3 | 2 | 5 | 8  | 11 | 20 | -9   |
| 8     | Bélgica            | 10 | 3 | 1 | 6 | 7  | 16 | 36 | -20  |
| 9     | França             | 10 | 2 | 2 | 6 | 6  | 11 | 31 | -20  |
| 10    | Brasil             | 10 | 1 | 0 | 9 | 2  | 12 | 42 | -30  |
| 11    | Noruega            | 10 | 0 | 2 | 8 | 2  | 12 | 39 | -27  |

| Campeões Mundiais 1956 |
| ---------------------- |
| Portugal               |
| PORTUGAL 6.º Título    |

| Campeões Europeus 1956 |
| ---------------------- |
| Portugal               |
| PORTUGAL 6.º Título    |